# Système productif local
Pour les articles homonymes, voir SPL.
La notion de système productif local (SPL), ou parfois système local de production, dérive des travaux consacrés aux districts industriels d'Alfred Marshall[pas clair] et de ses successeurs. Dans ce champ, l’étude de l’organisation des tissus socio-économiques ainsi que des phénomènes d’agglomérations spatiales ont engendré un grand nombre de notions (districts industriels, grappes d'entreprises, tissus d’entreprises). Cette diversité souligne l'importance du phénomène. Le système productif local est la forme la plus répandue des clusters territoriaux en France, regroupent principalement des TPE, PME et PMI, contrairement aux pôles de compétitivité qui concernent surtout la R&D et l'innovation technologique (haute technologie et industrie de pointe).  

## Définitions
Au moins trois axes semblent à même de caractériser les dynamiques internes de l'ensemble des notions abordées :
- Ce sont des aires spatiales délimitées par des frontières, qui peuvent être « naturelles », politiques, culturelles ou sociales ;
- À l'intérieur de celles-ci, l'activité concerne une ou plusieurs industries attachées ;
- L'activité économique, à savoir les résultats sous forme de produits et d'innovations, devrait dépasser de façon significative le niveau qui pourrait être attendu au regard des circonstances exogènes données (présence de matières premières, activité économique ne dépendant pas de l'industrie considérée, firmes concurrentes extérieures au système productif localisé).

Ces trois axes sont repris par la définition des systèmes productifs localisés (SPL) car ils sont une forme générique d'agglomération spatiale dont les milieux innovateurs, les districts technologiques et industriels, et les clusters sont des exemples spécifiques. Pour la Délégation interministérielle à l'aménagement du territoire et à l'attractivité régionale (DATAR), la définition des SPL recouvre :
« une organisation productive particulière localisée sur un territoire correspondant généralement à un bassin d'emploi. Cette organisation fonctionne comme un réseau d'interdépendances constituées d'unités productives ayant des activités similaires ou complémentaires qui se divisent le travail (entreprises de production ou de services, centres de recherche, organismes de formation, centres de transfert et de veille technologique, etc.) ».
Ils sont un ensemble caractérisé par la proximité d'unités productives au sens large du terme (entreprises industrielles, de services, centres de recherches et de formation, interfaces, etc.) qui entretiennent entre elles des rapports d'intensité plus ou moins forte. Le SPL est un ensemble d'entreprises gravitant autour de la même filière, d'un savoir-faire ou d'un produit et implanté dans un secteur d'activité, une région ou un bassin d'emploi. Il permet de mutualiser, de développer et d'innover en créant une dynamique de réseau.
Ce sont avant tout les liaisons locales entre acteurs qui insufflent les dynamiques du système productif localisé. Ces relations sont entretenues selon Brenner par le jeu de cinq principales variables. Il s'agit des firmes (la principale source de l'activité économique), le marché du travail, un marché capitaliste (local s'ajoutant à celui de l'économie globalisée), les institutions académiques (universités et organismes de recherche), et les politiques déterminant les infrastructures et l'attractivité de la région. À partir de ces éléments constitutifs, l'évolution du système productif localisé procède de six mécanismes distincts :
- Le capital humain non transférable pour la R&D demande d'une part des employés expérimentés (trouvés sur le marché du travail) et d'autre part la création d'expériences (formations propres à l'entreprise, ou carrières). Cette source peut être créée par une entreprise et réutilisée par une autre dans la mesure où cette dernière fait appel au même fond de connaissances. Ceci est spécialement important pour la création de start-up et de jeunes PME ;
- Le capital humain non transférable pour la production est essentiellement présent dans les systèmes productifs localisés artisanaux. Dans ces circonstances, les connaissances tacites de la pratique d'un corps de métier ont un rôle important.
- Les externalités de connaissance (effet de diffusion de connaissances (en)) apparaissent sous de nombreuses formes. Elles peuvent être une source d'innovations permettant d'augmenter la productivité et la compétitivité. Cette amélioration propre à une entreprise peut s'étendre ensuite à d'autres firmes du système productif localisé. Alors de nouvelles retombées, la création d'un capital humain non- transférable [...] sont possibles. Malgré tout, ces boucles rétroactives sont limitées par la capacité des entreprises à entretenir des relations (contacts, partenariats, etc.) avec le SPL ;
- Plus il existe des dépendances mutuelles et synergies des entreprises, plus les possibilités de coopération existent, plus d'autres entreprises auront tendance à se localiser au même endroit (à nuancer selon les cas). On peut retrouver le même phénomène lorsqu'il y a spécialisation (par concentration d'un type d'entreprises qui attirent des fournisseurs spécifiques) et coopération (comme vu précédemment). Dans le cas d'entreprises en réseau, il semblerait que cela constitue un avantage pour les entreprises concernées mais pas pour le SPL ;
- En ce qui concerne l'accumulation locale de capital, le réseau local joue un rôle important. En effet, les PME et les start-up sont financées plus particulièrement par les capitaux locaux sur des domaines où existent des connaissances et informations, ce qui est facilité lorsqu'elles s'insèrent dans un réseau d'entreprises similaires. L'agglomération d'entreprises qui favorise les économies d'échelle, permet alors la création de start-up, renforçant l'accumulation de capital local ;
- Le dernier point concerne les retours d'opinions publiques. Le réseau local joue encore un rôle important dans ce domaine en permettant aux entreprises d'avoir une influence politique dans une région (directement ou par le biais des employés). D'un autre côté, les politiques de soutien vont attirer de plus en plus loin les entreprises, ce qui augmente l'influence de ces entreprises dans les politiques futures. Enfin, si la population locale identifie les entreprises majeures, son attitude par rapport à celles-ci peut procurer des avantages (recrutement des meilleurs employés de la région).

La présence ou non de ces processus détermine la nature du système productif localisé étudié. Les points mis en évidence précédemment, répondent tous de caractéristiques locales, ainsi suivant l'intensité de ces processus, le système productif localisé va s'orienter vers une forme distincte. À cela il est possible d'ajouter une dimension supplémentaire qu'est le poids de l'histoire et de la culture dans la dynamique du système de production. En effet, même si ces dimensions sont présentes à travers le capital humain ou les externalités de connaissances, il n'en est pas fait mention de manière explicite. Pourtant, en matière culturelle, on sait qu'il peut y avoir des phénomènes de blocage, c'est ce que met en lumière la prise en compte des composantes territoriales dans l'analyse des dynamiques locales. À l'instar de Brenner, plusieurs autres auteurs ont tenté de rassembler les notions concernant les systèmes productifs localisés. En ce sens « les systèmes productifs localisés reposent sur de véritables externalités territoriales, issues de l'histoire et du jeu des acteurs, autour d'une activité principale et des activités auxiliaires et d'une main d'œuvre locale qualifiée permettant d'assurer la transmission du savoir-faire entre les générations ».

## État des lieux
En, France, les systèmes productifs locaux sont lancés en 1997 sur la base d'une initiative gouvernementale. La DATAR engage un programme de soutien aux SPL, à travers deux appels à projets en 1998 et 1999. 160 projets, financés en partie par la FNADT, sont labellisés en dix ans et une centaine demeurent actifs. Ces systèmes restent dynamiques en 2010, « puisque depuis le lancement de l'opération, il s'en crée 4 à 5 par an et ils représentent, hors leurs effets induits, 18 000 entreprises et près de 530 000 emplois directs ». Cependant, une étude en 2008 portant sur l'évaluation de cette politique, pointe des « résultats en demi-teinte ». En effet, « si elle a permis d'ouvrir les entreprises à la logique de réseaux et de partenariat, la mobilisation des entreprises a été jugée trop modeste. Comme pour toutes les politiques de pôle, la qualité de l'animation est jugée déterminante : un fort besoin de professionnalisation et de reconnaissance du métier d'animation a ainsi été exprimé. Le rapport met enfin en cause l'insuffisance du dispositif d'évaluation ». Face à ce constat, une politique de grappe d'entreprises est lancée fin 2009. Complémentaire des pôles de compétitivité, ces clusters territoriaux participent à l'économie présentielle des territoires.